# Bojan Adamič
Bojan Adamič (Ribnica, Slovenija, 9. kolovoza 1912. -  Ljubljana, 3. studenog 1995.) je bio slovenski skladatelj filmske glazbe i dirigent. Bavio se i fotografijom a omiljeni motivi su mu bili s ptujskog karnevala.
Adamič je studirao klavir na glazbenoj akademiji u Ljubljani kod Janka Ravnika. Krajem 1930-ih osnovao je swing sastav Broadway. Tijekom Drugog svjetskog rata borio se na strani partizana. Poslije Drugog svjetskog rata osniva Bigband, koji je uspješno djelovao na radio Ljubljani. U početku je Adamič djelovao kao jazz glazbenik ali kasnije se okreće ka skladanju glazbe za film. 
Njegove skladbe se pojavljuju u više od 200 tv i igranih filmova.
Napisao je knjigu slovenačkih pjesama, Samospevi, 1943–1945, izdatu 1971. 1972., je napisao lajt motiv za film Valter brani Sarajevo.

## Vanjske poveznice
- Bojan Adamič na Internet Movie Databaseu
- Rajko Muršič: Slovene Popular Music between the Global Market and Local Consumption (PDF-Datei; 1,19 MB)